# پمپئی: واپسین روز
پمپئی: واپسین روز (انگلیسی: Pompeii: The Last Day) یک مستند نمایش‌مانند است که در سال ۲۰۰۳ منتشر شد و دربارهٔ فوران آتشفشانی وزوو در ۲۴ اوت سال ۷۹ پس از میلاد است که خاکسترهای سوزانندهٔ آن شهرهای پمپئی و هرکولانیوم روم باستان را فرا گرفت و موجب مرگ تمامی ساکنان آن شد. وقایع این حادثهٔ تاریخی از منظر پلینی کوچک برادرزادهٔ پلینیوس روایت می‌شود.

## بازیگران و صداپیشگان
- الیسدر سیمپسون (راوی)
- اف. موری آبراهام (راوی)
- تیم پیگات-اسمیت در نقش پلینیوس
- مارتین هاجسون در نقش پلینی کوچک
- جیم کارتر
- جاناتان فیرث
- تونی آمندولا
- عمر بردونی